# Xã Hamilton, Quận Fillmore, Nebraska
Xã Hamilton (tiếng Anh: Hamilton Township) là một xã thuộc quận Fillmore, tiểu bang Nebraska, Hoa Kỳ. Năm 2010, dân số của xã này là 126 người.